# Vertrag von Brundisium
Der Vertrag von Brundisium, der in der damals gleichnamigen Hafenstadt, dem heutigen Brindisi, an der Ostküste Italiens im Herbst 40 v. Chr. unterzeichnet wurde, hatte die Versöhnung von Octavian (dem späteren Kaiser Augustus) mit seinem Kontrahenten Marcus Antonius als Hauptfriedenspunkt. Ferner wurde besiegelt, dass Antonius, dessen Gattin Fulvia kurz zuvor verstorben war, zur Bekräftigung des neuen Bündnisses die ebenfalls kurz zuvor verwitwete Octavia, die Schwester des Augustus, heiraten sollte. Die Soldaten bejubelten ausgiebig die geplante familiäre Verbindung zwischen den beiden Triumvirn, da damit die ersehnte Friedensära verwirklicht zu sein schien. Die Hochzeit von Antonius und Octavia wurde nach dem Einzug der beiden versöhnten Machthaber in Rom gehalten. Octavian nahm anlässlich der ovatio das praenomen Imperatoris an und nannte sich fortan Imperator Caesar Divi filius.

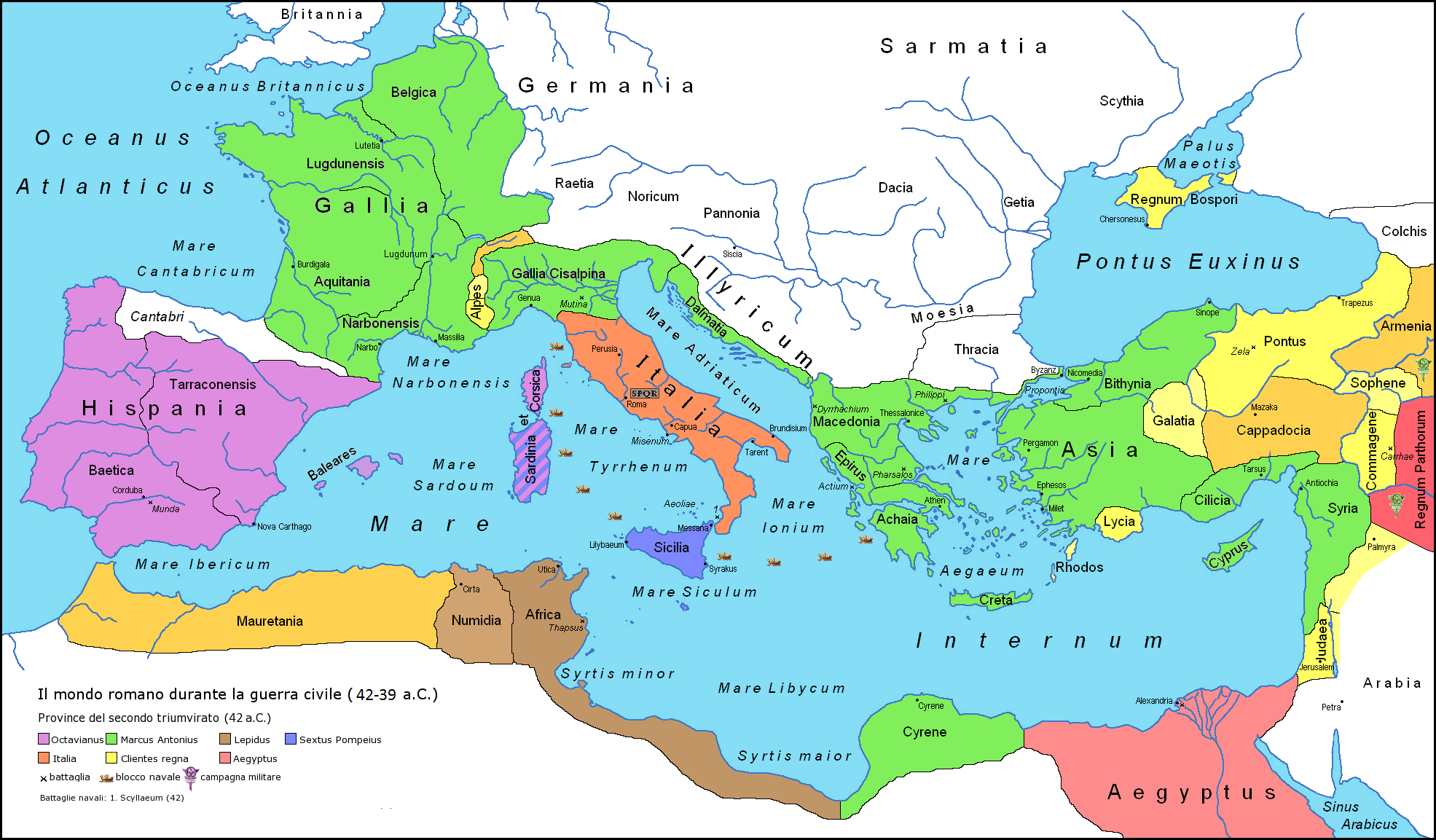
Karte des Imperium Romanum 42 v. Chr.
Marcus Antonius
Marcus Aemilius Lepidus (Triumvir)
Octavian
Ungeteilte Region
Seereich des Sextus Pompeius
Vasallenstaaten Roms
Dynastie der Ptolemäer
Partherreich

Durch den Vertrag von Brundisium wurde auch das gesamte Römische Reich zwischen den Triumvirn aufgeteilt. Gemäß den dabei getroffenen Vereinbarungen erhielt Octavian die westlichen und Antonius die östlichen (bis zum Euphrat reichenden) Provinzen des Imperiums. Der weitaus schwächste der Triumvirn, Marcus Aemilius Lepidus, durfte weiterhin seine Provinzen in Nordafrika verwalten. Die Grenze zwischen den Machtbereichen von Antonius und Octavian sollte die im heutigen Nordalbanien gelegene Stadt Scodra bilden. Damit beherrschte Antonius Gebiete, in denen vorwiegend Griechisch gesprochen wurde, während in Octavians Territorium die lateinische Sprache vorherrschte.
Theoretisch durften alle drei Triumvirn weiterhin Truppen in Italien rekrutieren; doch da Octavian dieses Gebiet beherrschte, konnte er faktisch jederzeit verhindern, dass seine Kollegen von ihrem Recht zu Aushebungen auch tatsächlich Gebrauch machen konnten. Es wurde auch vorausbestimmt, wer die Konsulate der nächsten Jahre bekleiden durfte, wobei Anhänger von Octavian und Antonius gleichermaßen zum Zug kamen.
Es kam auch zu einer neuen Aufgabenverteilung bezüglich des weiteren militärischen Vorgehens. Antonius oblag nach wie vor die Pflicht, die Parther zu bekämpfen, die Anfang 40 v. Chr. in Syrien und Kleinasien und damit auf römisches Territorium eingefallen waren. Octavian sollte einen Ausgleich mit Sextus Pompeius suchen, im Falle des Scheiterns der Friedensbemühungen aber Krieg gegen ihn führen. Sextus Pompeius beherrschte mit starken Seestreitkräften das westliche Mittelmeer und unterband die Lebensmittelzufuhr nach Italien. Antonius hatte schon vor dem Vertrag von Brundisium mit Pompeius verhandelt und versprochen, ihn mit Octavian auszusöhnen zu versuchen. Gemäß den Klauseln des Vertrags von Brundisium sollte nun Pompeius Sizilien behalten dürfen, die von ihm aber ebenfalls besetzten Inseln Sardinien und Korsika an Octavian abtreten. Da Pompeius jedoch diese Inseln bald wieder erobern ließ, galt die Verständigung mit ihm als gescheitert. Erst im Sommer 39 v. Chr. wurde im Vertrag von Misenum eine – wiederum nur kurzlebige – Friedensregelung zwischen Antonius, Octavian und Sextus Pompeius gefunden.

## Hauptquellen
- Appian, Bürgerkriege 5, 60-65
- Cassius Dio, Römische Geschichte 48, 28, 3 – 30, 1
- Plutarch, Antonius 30f.